# Euphorbia kamerunica
Espèce
Classification phylogénétique
Euphorbia kamerunica est une espèce de plantes à fleurs appartenant à la famille des Euphorbiaceae. Elle est endémique d'Afrique et est trouvée au Togo, au Bénin, au Nigeria et au Cameroun.

## Étymologie
Euphorbia est un nom générique qui provient du médecin grec du roi Juba II de Maurétanie, Euphorbus (en). Euphorbe en son honneur ou en référence à son gros ventre parce qu'il a utilisé Euphorbia resinifera comme plante médicale. En 1753, Carl von Linné lui a attribué le nom générique. 
Kamerunica est une épithète qui fait référence à l'emplacement géographique au Cameroun.

## Description
Euphorbia kamerunica est un arbuste ou un arbre avec une ramification candélabre à 7,5 à 10 m de haut, formant des masses enchevêtrées de 5-6 m de diamètre, normalement avec un diamètre de tronc distinct de 50 cm à la base.
Présent sur les rochers, il est souvent planté dans les villes et villages pour la défense.

## Utilisation
Euphorbia kamerunica entre dans la composition d'un poison de flèches utilisé par les populations Fali au nord du Mont Tinguelin.